# ルクレティアと夫
『ルクレティアと夫』（ルクレティアとおっと、伊: Lucrezia e suo marito, 独: Lukrezia und ihr Gemahl, 英: Lucretia and her Husband）、あるいは『タルクィニウスとルクレティア』（伊: Tarquinio e Lucrezia, 独: Tarquinia und Lucretia, 英: Tarquin and Lucretia）は、イタリアのルネサンス期のヴェネツィア派の巨匠ティツィアーノ・ヴェチェッリオが1515年ごろに制作した絵画である。油彩。古代ローマの伝説的な女性ルクレティアを主題としている。イングランド国王チャールズ1世とバイエルン大公レオポルト・ヴィルヘルム・フォン・エスターライヒのコレクションを経て、現在はウィーンの美術史美術館に所蔵されている。また初期の複製がロイヤル・コレクションに所蔵されている。

## 主題
ルクレティアの物語は、オウィディウスの『祭暦』やリウィウスの『ローマ建国史』で語られている。それによるとルクレティアは傲慢であった第7代ローマ王タルクィニウス・スペルブスの時代の女性で、ルキウス・タルクィニウス・コッラティヌスの貞淑な妻であった。しかしルクレティアは夫の留守中に王の息子セクストゥス・タルクィニウスに脅迫され、関係を強要された。セクストゥス・タルクィニウスが去るとルクレティアは父と夫を呼び出し、女としての名誉と夫の名誉を守るため、すべてを話した直後に短剣を胸に突き刺して自殺した。この事件によりタルクィニウス王は追放され、ローマは王政から共和政に移行したと伝えられている。

## 作品

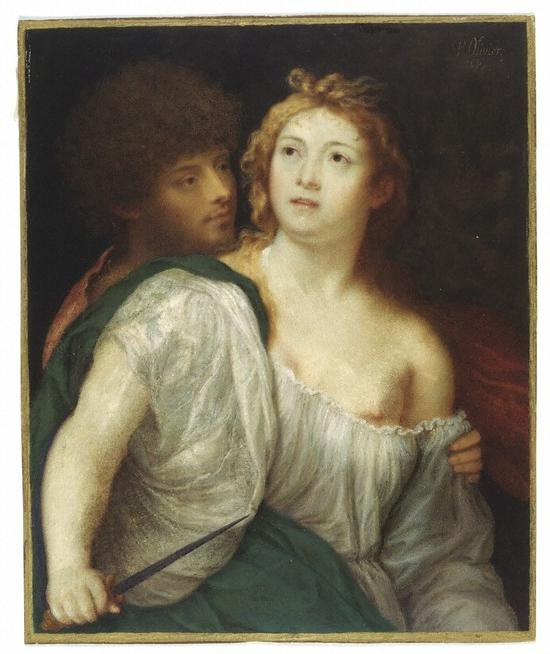
チャールズ1世の時代に、ピーター・オリバーによって制作されたミニアチュールの複製。後代の加筆でルクレティアの胸がシュミーズに覆われる以前の姿を伝えている。

「貞節を失った女がどうして無事でいられましょう。コラティヌス、あなたの床には別の男の痕が残っているのです。でも、穢されたのは体だけ。心は潔白です。その証として私は死んでみせましょう。・・・」
—リウィウス、『ローマ建国史』1.58.7（岩谷智訳）
ティツィアーノはセクストゥス・タルクィニウスに受けた強姦を家族に打ち明けた直後に、自殺しようとするルクレティアを描いている。ルクレティアは右手に持った短剣を胸に突き立てようとしている。その瞬間、ルクレティアは顔を上げて、彼女を照らす神聖な光を見上げている。彼女の白のシュミーズと緑のローブは左の肩から滑り落ち、胸元をあらわにしている。ルクレティアのすぐ後ろには1人の男がおり、背後からルクレティアの腕をつかんでいるが、男の姿は暗い背景の中でかろうじてかすかに見える。
ルネサンス期以降、短剣で自殺するルクレティアは絵画芸術の分野で非常に一般的な主題となった。しかしティツィアーノが彼女の背後に男の人物像を追加した点は非常にユニークである。美術史美術館はこの人物をルクレツィアの夫ルキウス・タルクィニウス・コッラティヌスとしているが、ロイヤル・コレクションはルクレティアを強姦したセクストゥス・タルクィニウスとしている。ルクレティアについて語った古代ローマの様々な記述では、ほとんどの場合、彼女の夫は妻の死に立ち会ったが、その場にセクストゥス・タルクィニウスはいなかったとされている。
同主題を扱った他の作品と同様、滑り落ちたルクレティアのローブやほとんど剥き出しになった胸などの官能的な要素を備えている。もともとルクレティアの胸は露出していたが、後代に白のシュミーズが胸を隠すよう加筆された。この絵画本来の状態は、チャールズ1世の時代にピーター・オリバーが制作したミニアチュールの複製でうかがうことができる。ローブの緑色は特に明るく、ヴェネツィアで入手できた高品質の顔料を使用して描いたことを証明している。
たがいに頭部を近づけた2人または3人の半身像を描いた1510年代の数多くのヴェネツィア派絵画の1つであり、その表情や相互作用はしばしば謎めいている。これらのほとんどは、主題が不明な「ジョルジョネスク」様式あるいはトローニーを主題とする絵画である。
ティツィアーノへの帰属は絵画がチャールズ1世と大公レオポルト・ヴィルヘルムのコレクションにあった17世紀まで遡る。その後、1860年に画家・美術修復家のエラスムス・フォン・エンゲルスによってパルマ・イル・ヴェッキオに最初に帰属されたが、ロベルト・ロンギは1927年にティツィアーノに再帰属した。

## 来歴
美術史美術館あるいはロイヤル・コレクションのバージョンは、おそらく伝記作家カルロ・リドルフィが1648年にチャールズ1世のギャラリーにあったと言及した絵画かもしれない。チャールズ1世が所有したイタリア絵画は、主にマントヴァで購入したゴンザーガ家のコレクションに由来している。美術史美術館のバージョンはその後オーストリアの大公レオポルト・ヴィルヘルムのコレクションに入り、ハプスブルク家のコレクションに加わったと考えられている。

## 複製
ロイヤル・コレクションにかなり初期の複製が所蔵されている。年代的には本作品にかなり近いが、ティツィアーノに近い画家の作品ではないと考えられている。ピーター・オリバーの複製はヴィクトリア&アルバート博物館に所蔵されている。

## ギャラリー
関連作品

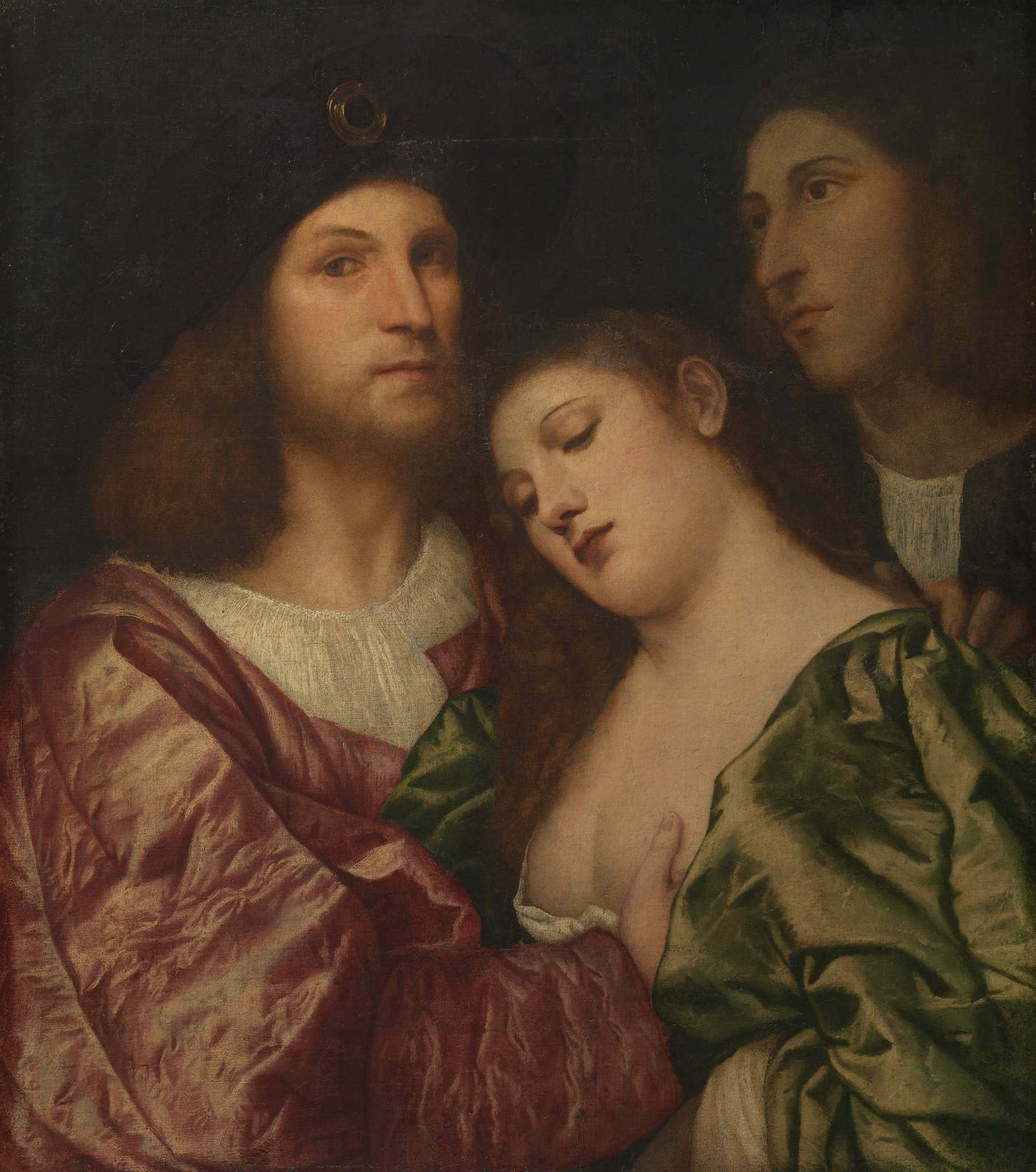
『恋人たち』1510年ごろ ロイヤル・コレクション所蔵
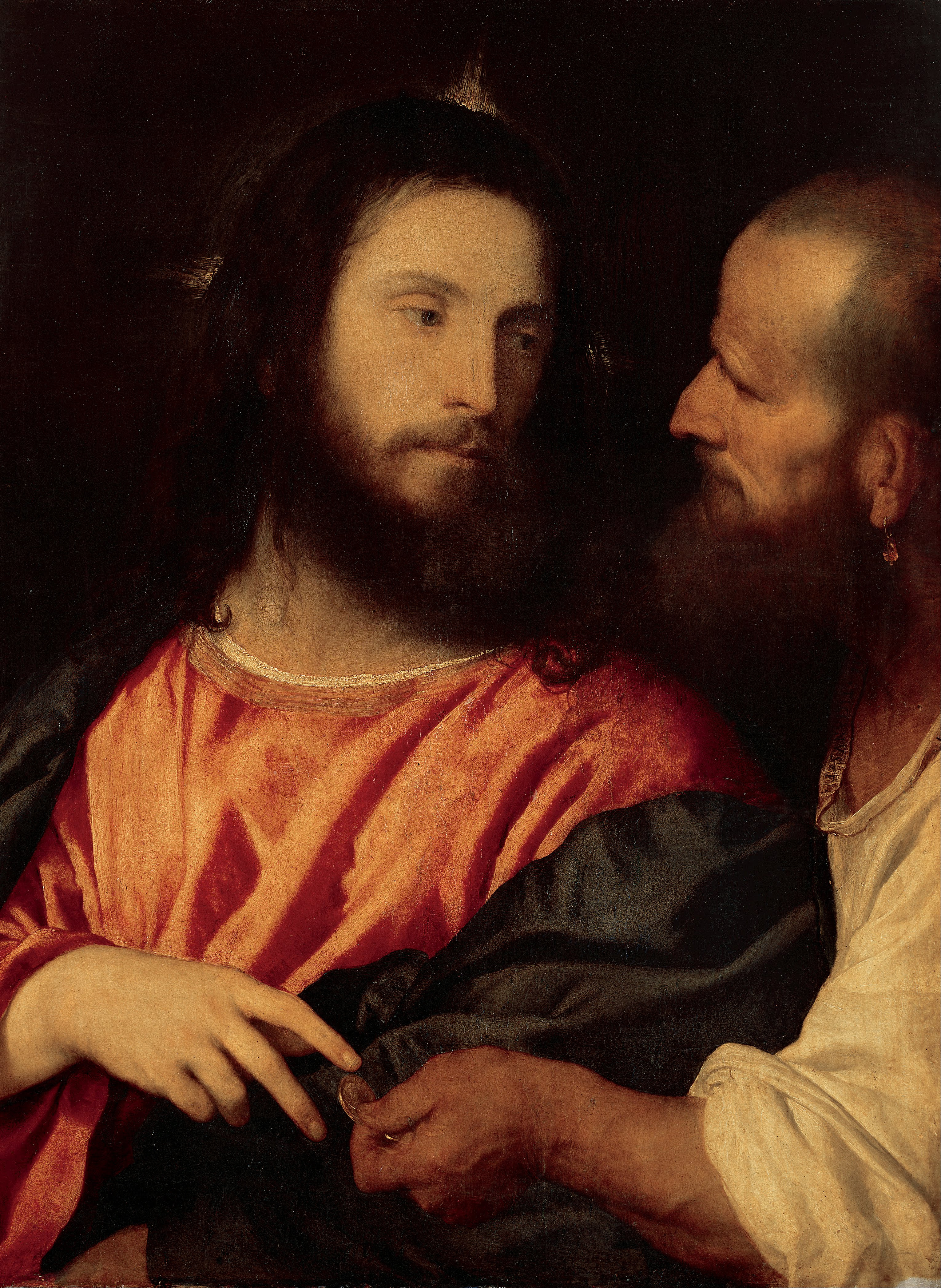
『貢の銭』1516年 アルテ・マイスター絵画館所蔵
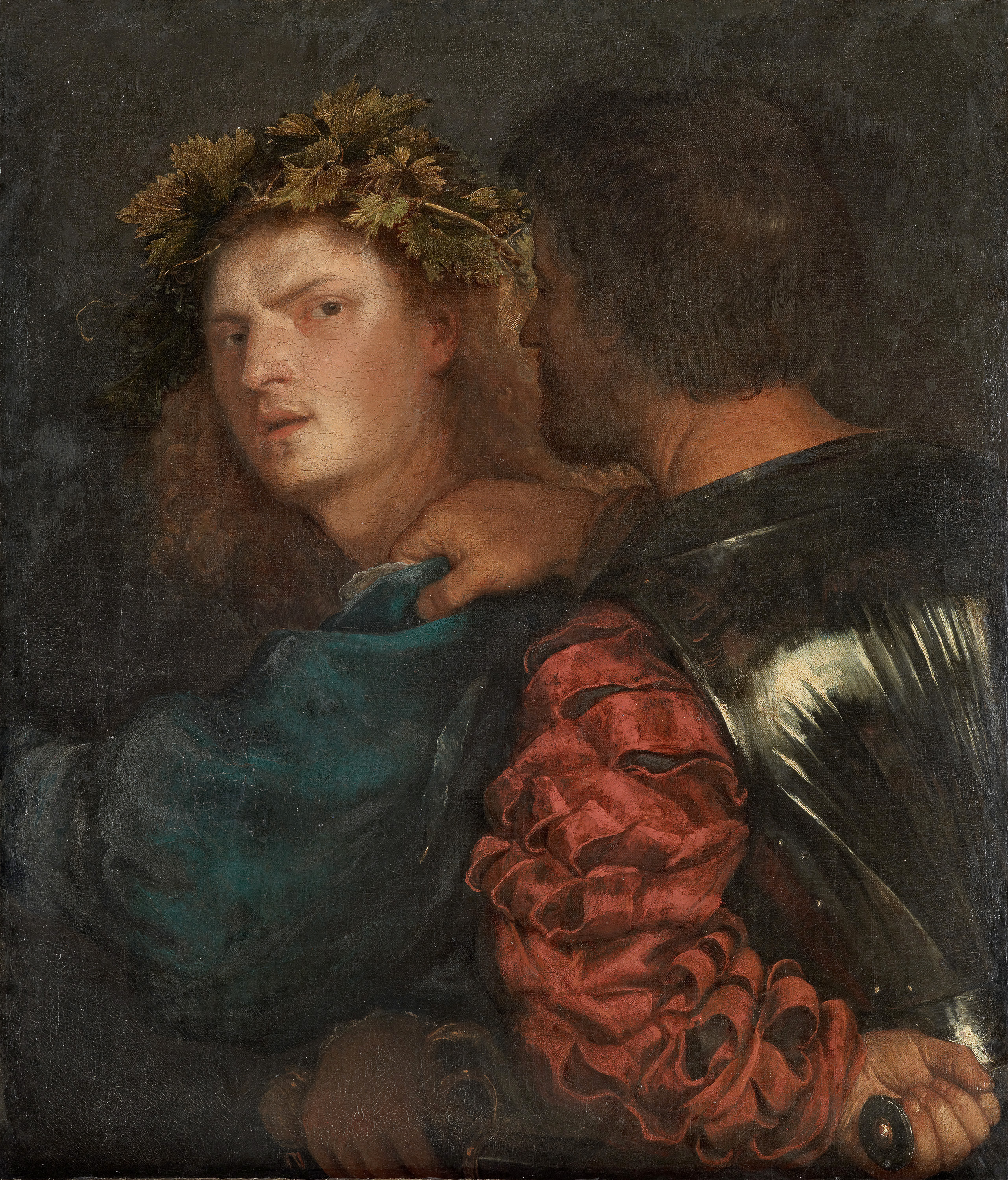
『刺客』1520年ごろ 美術史美術館所蔵

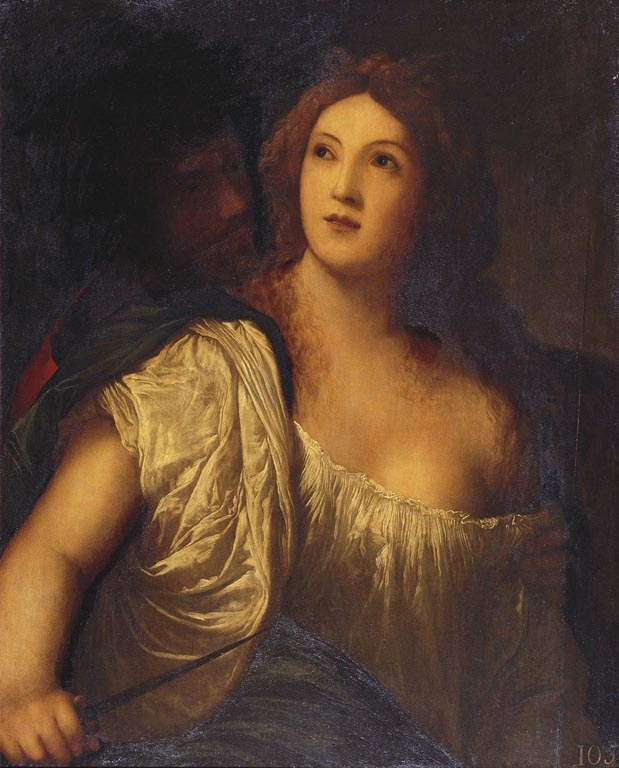
『タルクィニウスとルクレティア』1514年から1515年ごろの間 ロイヤル・コレクション所蔵
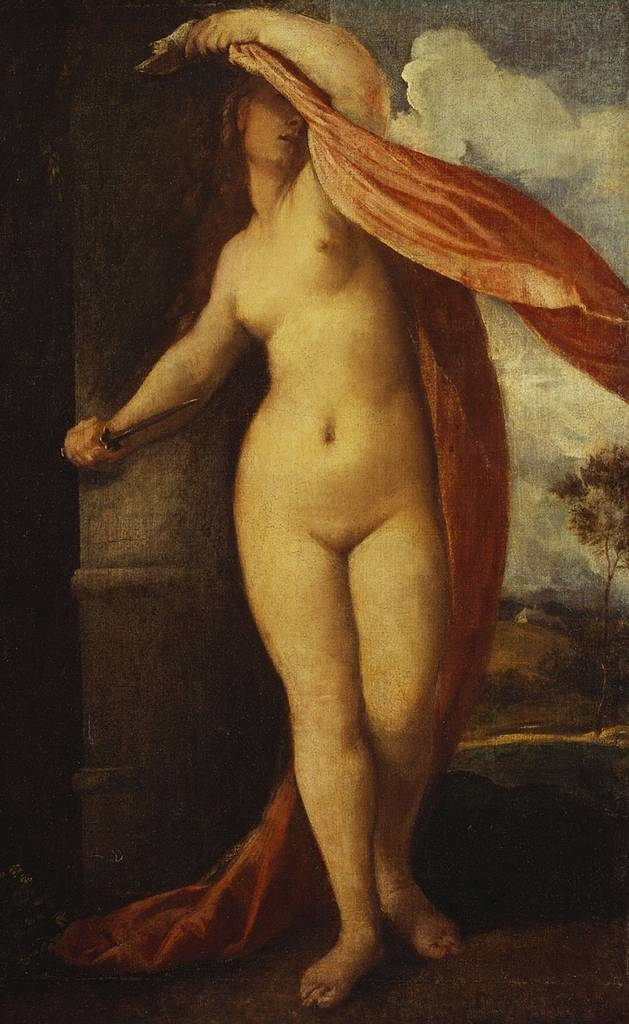
フランチェスコ・ヴェチェッリオ帰属『ルクレティア』1530年ごろ ロイヤル・コレクション所蔵
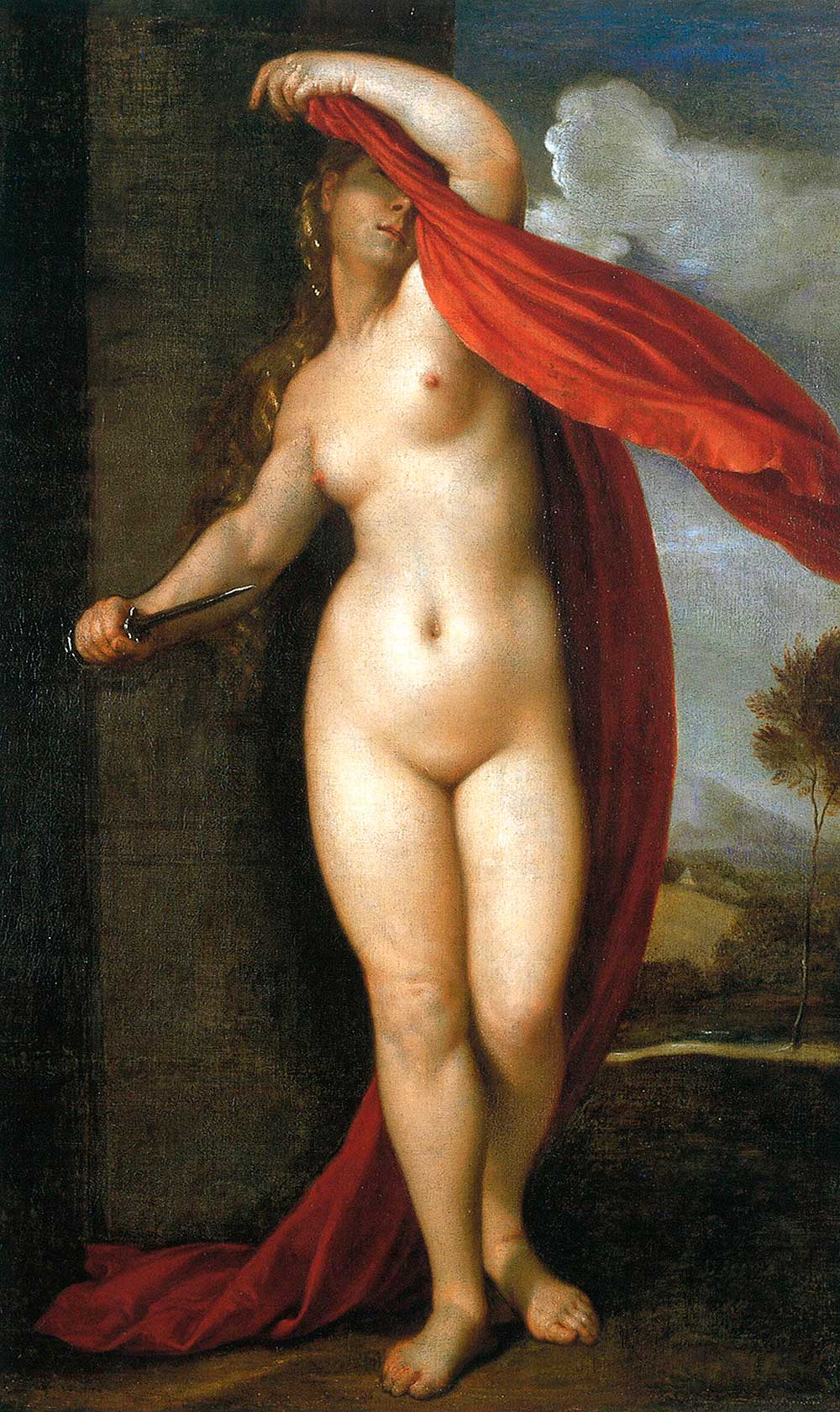
『ルクレティアの死』16世紀 ヨハネ・パウロ2世コレクション美術館（英語版）所蔵
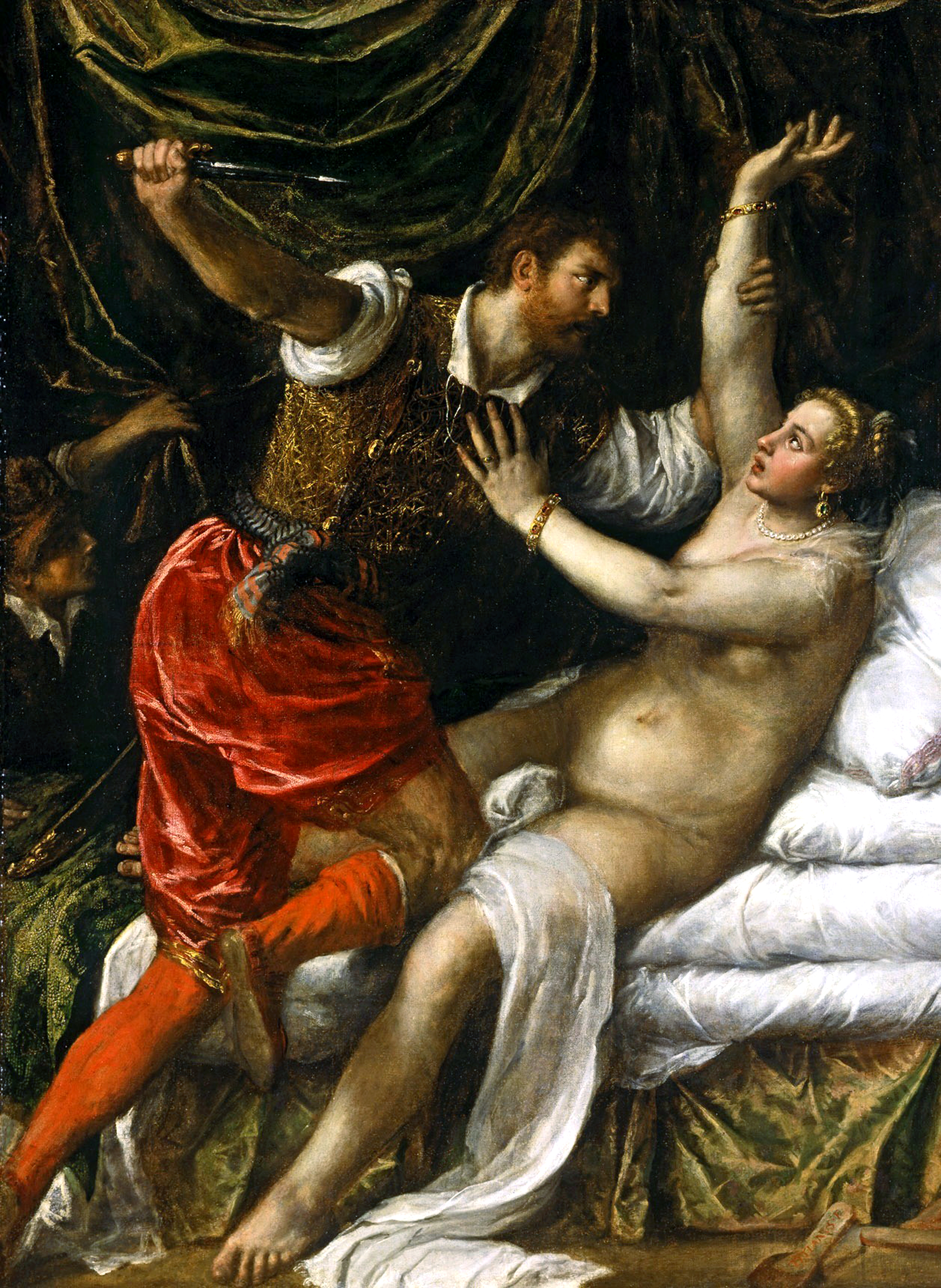
『タルクィニウスとルクレティア』1571年 フィッツウィリアム美術館所蔵